# Mistrovství České republiky v orientačním běhu 1993
1. ročník Mistrovství České republiky v orientačním běhu proběhl v roce 1993 ve čtyřech individuálních a dvou týmových disciplínách.

## Nejúspěšnější závodníci
Pořadí závodníků podle získaných medailí (tzv. olympijského hodnocení) všech mistrovských kategorií (D16 – mladší dorostenky, D18 – starší dorostenky, D20 – juniorky, D21 – ženy, H16 – mladší dorostenci, H18 – starší dorostenci, H20 – junioři, H21 – muži) v individuálních disciplínách v roce 1993. Uvedeni jsou závodníci, kteří získali alespoň dvě medaile a zároveň alespoň jednu zlatou medaili.
| Medailové pořadí závodníků na MČR | Medailové pořadí závodníků na MČR | Medailové pořadí závodníků na MČR | Medailové pořadí závodníků na MČR | Medailové pořadí závodníků na MČR |
| Jméno                             | 1. místo                          | 2. místo                          | 3. místo                          | Celkem                            |
| --------------------------------- | --------------------------------- | --------------------------------- | --------------------------------- | --------------------------------- |
| Jana Cieslarová                   | 2                                 | 1                                 |                                   | 3                                 |
| Iva Navrátilová                   | 2                                 |                                   | 1                                 | 3                                 |
| Kateřina Heczková                 | 2                                 |                                   |                                   | 2                                 |
| Martin Janďourek                  | 2                                 |                                   |                                   | 2                                 |
| Ivo Habán                         | 2                                 |                                   |                                   | 2                                 |
| Renata Havrdová                   | 2                                 |                                   |                                   | 2                                 |
| Václav Zakouřil                   | 2                                 |                                   |                                   | 2                                 |
| Marcela Kubatková                 | 1                                 | 2                                 |                                   | 3                                 |
| Libor Zřídkaveselý                | 1                                 | 1                                 |                                   | 2                                 |
| Marie Slováková                   | 1                                 | 1                                 |                                   | 2                                 |
| Pavel Horák                       | 1                                 | 1                                 |                                   | 2                                 |
| Eva Švandová                      | 1                                 |                                   | 1                                 | 2                                 |
| Hana Doleželová                   | 1                                 |                                   | 1                                 | 2                                 |

## Mistrovství ČR na dlouhé trati
| Datum závodu   | 1. 5. 1993 |  | Místo konání    | Vysoké Chvojno • aréna |  | Pořadatel       | OK Slavia Hradec Králové |
| Ředitel závodu |            |  | Hlavní rozhodčí |                        |  | Stavitelé tratí | manželé Mádlovi          |
| Název mapy     | Kindlovka  |  | Web závodu      |                        |  | Výsledky závodu |                          |

| Zkrácené výsledky             | Zkrácené výsledky       | Zkrácené výsledky            | Zkrácené výsledky       | Zkrácené výsledky       | Zkrácené výsledky | Zkrácené výsledky       | Zkrácené výsledky          | Zkrácené výsledky       | Zkrácené výsledky       |
| Pořadí                        | H21 – muži              | H21 – muži                   | H21 – muži              | H21 – muži              | Pořadí            | D21 – ženy              | D21 – ženy                 | D21 – ženy              | D21 – ženy              |
| ----------------------------- | ----------------------- | ---------------------------- | ----------------------- | ----------------------- | ----------------- | ----------------------- | -------------------------- | ----------------------- | ----------------------- |
| Zlatá medaile                 | Libor Zřídkaveselý      | SK Žabovřesky Brno           | 2:27:15                 |                         | Zlatá medaile     | Jana Cieslarová         | Slezská univerzita Ostrava | 1:36:27                 |                         |
| Stříbrná medaile              | Zdeněk Zuzánek          | OOB TJ Tatran Jablonec n. N. | 2:28:00                 | +0:45                   | Stříbrná medaile  | Marcela Kubatková       | Slezská univerzita Ostrava | 1:51:11                 | +14:44                  |
| Bronzová medaile              | Martin Sadílek          | VSK VŠB TU Ostrava           | 2:28:00                 | +0:45                   | Bronzová medaile  | Kristýna Šimůnková      | USK Praha                  | 1:52:44                 | +16:17                  |
| 4                             | Petr Bořánek            | USK Praha                    | 2:30:32                 | +3:17                   | 4                 | Olga Jirsová            | USK Praha                  | 1:57:00                 | +20:33                  |
| 5                             | Aleš Drahoňovský        | OK Jiskra Nový Bor           | 2:31:51                 | +4:36                   | 5                 | Marcela Klapalová       | SOOB Spartak Rychnov n.Kn. | 2:00:04                 | +23:37                  |
| 6                             | Zdeněk Zikmund          | Sportcentrum Jičín           | 2:32:09                 | +4:54                   | 6                 | Zuzana Henychová        | SK OK 24 Praha             | 2:02:05                 | +25:38                  |
| 7                             | Tomáš Kovářík           | VTJ Bechyně                  | 2:32:51                 | +5:36                   | 7                 | Magda Horová            | USK Praha                  | 2:05:30                 | +29:03                  |
| 8                             | Pavel Žemlík            | SKOB Zlín                    | 2:32:59                 | +5:44                   | 8                 | Lucie Pazderová         | VŠTJ Ekonom Praha          | 2:09:20                 | +32:53                  |
| 9                             | Petr Henych             | SK OK 24 Praha               | 2:37:44                 | +10:29                  | 9                 | Ivana Kotounová         | VSK Mendelu Brno           | 2:14:16                 | +37:49                  |
| 10                            | Martin Würz             | OOB TJ Tatran Jablonec n. N. | 2:40:04                 | +12:49                  | 10                | Jana Kroupová           | SK Praga                   | 2:15:37                 | +39:10                  |
| Pořadí                        | H20 – junioři           | H20 – junioři                | H20 – junioři           | H20 – junioři           | Pořadí            | D20 – juniorky          | D20 – juniorky             | D20 – juniorky          | D20 – juniorky          |
| Zlatá medaile                 | Pavel Horák             | USK Praha                    | 2:13:36                 |                         | Zlatá medaile     | Hana Doleželová         | Slezská univerzita Ostrava | 1:33:50                 |                         |
| Stříbrná medaile              | Martin Štěpánek         | KOS TJ Tesla Brno            | 2:14:10                 | +0:34                   | Stříbrná medaile  | Martina Lásková         | OK Slavia Hradec Králové   | 1:48:31                 | +14:41                  |
| Bronzová medaile              | Tomáš Vácha             | OK Jiskra Nový Bor           | 2:18:13                 | +4:37                   | Bronzová medaile  | Helena Novotná          | OOS TJ Spartak Vrchlabí    | 1:49:13                 | +15:23                  |
| Pořadí                        | H18 – starší dorostenci | H18 – starší dorostenci      | H18 – starší dorostenci | H18 – starší dorostenci | Pořadí            | D18 – starší dorostenky | D18 – starší dorostenky    | D18 – starší dorostenky | D18 – starší dorostenky |
| Zlatá medaile                 | Martin Janďourek        | OK Jilemnice                 | 1:52:11                 |                         | Zlatá medaile     | Iva Navrátilová         | SKP Hradec Králové         | 1:24:52                 |                         |
| Stříbrná medaile              | Aleš Jirásek            | OK Lokomotiva Pardubice      | 1:57:53                 | +5:42                   | Stříbrná medaile  | Petra Borůvková         | OK Jilemnice               | 1:27:31                 | +2:39                   |
| Bronzová medaile              | Luděk Nejedlý           | TJ Fryšták                   | 1:58:41                 | +6:30                   | Bronzová medaile  | Kateřina Pracná         | SK Žabovřesky Brno         | 1:30:16                 | +5:24                   |
| << předchozí • následující >> |                         |                              |                         |                         |                   |                         |                            |                         |                         |

Souhrnné informace naleznete v článku Mistrovství České republiky v orientačním běhu na dlouhé trati.

## Mistrovství ČR na krátké trati
| Datum závodu   | 18. 9. 1993 |  | Místo konání    | Lošov • aréna |  | Pořadatel       | SOB Olomouc                    |
| Ředitel závodu |             |  | Hlavní rozhodčí |               |  | Stavitelé tratí | Václav Krajča, Jindřich Smička |
| Název mapy     | Lošov       |  | Web závodu      |               |  | Výsledky závodu |                                |

| Zkrácené výsledky             | Zkrácené výsledky       | Zkrácené výsledky            | Zkrácené výsledky       | Zkrácené výsledky       | Zkrácené výsledky | Zkrácené výsledky       | Zkrácené výsledky          | Zkrácené výsledky       | Zkrácené výsledky       |
| Pořadí                        | H21 – muži              | H21 – muži                   | H21 – muži              | H21 – muži              | Pořadí            | D21 – ženy              | D21 – ženy                 | D21 – ženy              | D21 – ženy              |
| ----------------------------- | ----------------------- | ---------------------------- | ----------------------- | ----------------------- | ----------------- | ----------------------- | -------------------------- | ----------------------- | ----------------------- |
| Zlatá medaile                 | Rudolf Ropek            | VSK Mendelu Brno             | 21:29                   |                         | Zlatá medaile     | Marcela Kubatková       | Slezská univerzita Ostrava | 21:09                   |                         |
| Stříbrná medaile              | Libor Zřídkaveselý      | SK Žabovřesky Brno           | 22:28                   | +0:59                   | Stříbrná medaile  | Jana Cieslarová         | Slezská univerzita Ostrava | 22:09                   | +1:00                   |
| Bronzová medaile              | Petr Vavrys             | OOB TJ Slovan Luhačovice     | 22:37                   | +1:08                   | Bronzová medaile  | Hana Doleželová         | Slezská univerzita Ostrava | 23:01                   | +1:52                   |
| 4                             | Zdeněk Zuzánek          | OOB TJ Tatran Jablonec n. N. | 22:44                   | +1:15                   | 4                 | Mária Honzová           | Slezská univerzita Ostrava | 23:14                   | +2:05                   |
| 4                             | Martin Sadílek          | VSK VŠB TU Ostrava           | 22:44                   | +1:15                   | 5                 | Hana Lejsková           | SK OK 24 Praha             | 23:16                   | +2:07                   |
| 6                             | Tomáš Prokeš            | USK Praha                    | 22:46                   | +1:17                   | 6                 | Olga Jirsová            | USK Praha                  | 13:18                   | +-8:09                  |
| 7                             | Tomáš Kovářík           | VTJ Bechyně                  | 22:59                   | +1:30                   | 7                 | Petra Novotná           | SKP Hradec Králové         | 23:55                   | +2:46                   |
| 8                             | Marek Janků             | VSK VŠB TU Ostrava           | 23:07                   | +1:38                   | 8                 | Věra Utinková           | TJ Stadion Nový Bor        | 24:38                   | +3:29                   |
| 9                             | Vít Pospíšil            | USK Praha                    | 23:15                   | +1:46                   | 9                 | Šárka Valášková         | USK Praha                  | 24:43                   | +3:34                   |
| 10                            | Richard Klech           | VSK VŠB TU Ostrava           | 23:19                   | +1:50                   | 10                | Markéta Novotná         | USK Praha                  | 25:05                   | +3:56                   |
| Pořadí                        | H20 – junioři           | H20 – junioři                | H20 – junioři           | H20 – junioři           | Pořadí            | D20 – juniorky          | D20 – juniorky             | D20 – juniorky          | D20 – juniorky          |
| Zlatá medaile                 | Kamil Arnošt            | USK Praha                    | 22:00                   |                         | Zlatá medaile     | Marie Slováková         | OOB TJ Slovan Luhačovice   | 20:41                   |                         |
| Stříbrná medaile              | Martin Štěpánek         | KOS TJ Tesla Brno            | 22:11                   | +0:11                   | Stříbrná medaile  | Helena Novotná          | OOS TJ Spartak Vrchlabí    | 20:58                   | +0:17                   |
| Bronzová medaile              | Marek Prášil            | OK Jihlava                   | 22:45                   | +0:45                   | Bronzová medaile  | Martina Lásková         | OK Slavia Hradec Králové   | 21:53                   | +1:12                   |
| Pořadí                        | H18 – starší dorostenci | H18 – starší dorostenci      | H18 – starší dorostenci | H18 – starší dorostenci | Pořadí            | D18 – starší dorostenky | D18 – starší dorostenky    | D18 – starší dorostenky | D18 – starší dorostenky |
| Zlatá medaile                 | Martin Janďourek        | OK Jilemnice                 | 20:19                   |                         | Zlatá medaile     | Kateřina Heczková       | TJ TŽ Třinec               | 17:32                   |                         |
| Stříbrná medaile              | Eduard Štěrbák          | SK Žabovřesky Brno           | 20:53                   | +0:34                   | Stříbrná medaile  | Eva Šichnárková         | SKOB Zlín                  | 19:25                   | +1:53                   |
| Bronzová medaile              | Richard Pleticha        | OOB TJ Elektrárny Kadaň      | 20:56                   | +0:37                   | Bronzová medaile  | Iva Navrátilová         | SKP Hradec Králové         | 19:29                   | +1:57                   |
| Pořadí                        | H16 – mladší dorostenci | H16 – mladší dorostenci      | H16 – mladší dorostenci | H16 – mladší dorostenci | Pořadí            | D16 – mladší dorostenky | D16 – mladší dorostenky    | D16 – mladší dorostenky | D16 – mladší dorostenky |
| Zlatá medaile                 | Ivo Habán               | KOS TJ Tesla Brno            | 17:09                   |                         | Zlatá medaile     | Renata Havrdová         | Sportcentrum Jičín         | 16:59                   |                         |
| Stříbrná medaile              | Jan Skřička             | KOS TJ Tesla Brno            | 17:12                   | +0:03                   | Stříbrná medaile  | Kateřina Mikšová        | SK Praga                   | 17:00                   | +0:01                   |
| Bronzová medaile              | Michal Horáček          | Slavia Liberec orienteering  | 17:58                   | +0:49                   | Bronzová medaile  | Petra Borůvková         | OK Jilemnice               |                         |                         |
| << předchozí • následující >> |                         |                              |                         |                         |                   |                         |                            |                         |                         |

Souhrnné informace naleznete v článku Mistrovství České republiky v orientačním běhu na krátké trati.

## Mistrovství ČR klubů a oblastních výběrů
| Datum závodu   | 19. 9. 1993 |  | Místo konání    | Vícov • aréna |  | Pořadatel       | KOB ZPV Prostějov |
| Ředitel závodu |             |  | Hlavní rozhodčí |               |  | Stavitelé tratí | Pavel Dudík       |
| Název mapy     | Ježův hrad  |  | Web závodu      |               |  | Výsledky závodu |                   |

| Zkrácené výsledky | Zkrácené výsledky | Zkrácené výsledky | Zkrácené výsledky | Zkrácené výsledky | Zkrácené výsledky | Zkrácené výsledky | Zkrácené výsledky | Zkrácené výsledky | Zkrácené výsledky |
| Pořadí            | DH21 - dospělí | DH21 - dospělí    | DH21 - dospělí    | Pořadí            | DH18 - dorost | DH18 - dorost     | DH18 - dorost     |                   |                   |
| ----------------- | --- | ----------------- | ----------------- | ----------------- | --- | ----------------- | ----------------- | ----------------- | ----------------- |
| Zlatá medaile     | USK Praha Petr Kozák Šárka Valášková Kamil Arnošt Kristýna Šimůnková Petr Bořánek Olga Jirsová Tomáš Prokeš                | 4:45:37           |                   | Zlatá medaile     | OK Jilemnice Martin Oberreiter Barbora Chudíková Jan Kolín Petra Borůvková Petr Junek Věra Lukešová Martin Janďourek  | 4:12:35           |                   |                   |                   |
| Stříbrná medaile  | SK OK 24 Praha Luboš Semík Eva Semíková Tomáš Janovský Zuzana Henychová Martin Tichovský Hana Lejsková Petr Henych         | 4:46:48           | +1:11             | Stříbrná medaile  | KOS TJ Tesla Brno Ivo Habán Hana Ecksteinová Jan Skřička Martina Slámová Radek Milán Lenka Čechová Jakub Janota       | 4:14:29           | +1:54             |                   |                   |
| Bronzová medaile  | USK Praha Roman Horký Erika Pařízková Tomáš Doležal Silvie Košková Pavel Horák Markéta Novotná Marek Zrostlík              | 4:51:38           | +6:01             | Bronzová medaile  | SKOB Zlín Dušan Sviečka Michaela Ročáková Ondřej Hájek Petra Šenkýřová Radka Šenkýřová Hana Šichnárková Martin Blažek | 4:14:30           | +1:55             |                   |                   |
| 4                 | VSK VŠB TU Ostrava Richard Klech Renata Dvořáková Pavel Košárek Marcela Sobková Marek Janků Pavla Sedlářová Martin Sadílek | 4:54:44           | +9:07             | 4                 | Sportcentrum Jičín Radek Ticháček Marcela Fejková Musilová Olga Bártová Zdeněk Koťátko Renata Havrdová Jan Hain       | 4:15:41           | +3:06             |                   |                   |
| 5                 | SKOB Zlín Jan Šidla Věra Krajčová Evžen Pekárek Dagmar Musilová Pavel Žemlík Jana Hájová Tomáš Podmolík                    | 4:56:36           | +10:59            | 5                 | SK Praga Michal Matějů Marie Dohnalová Bedrna Daniela Dvořáková Ondřej Pokorný Kateřina Mikšová Luboš Matějů          | 4:26:57           | +14:22            |                   |                   |
| • následující >>  | |                   |                   |                   | |                   |                   |                   |                   |

Souhrnné informace naleznete v článku Mistrovství České republiky v orientačním běhu klubů a oblastních výběrů.

## Mistrovství ČR na klasické trati
| Datum závodu   | 25. 9. 1993    |  | Místo konání    | Malé Svatoňovice • aréna |  | Pořadatel       | Sportcentrum Jičín+ Lokomotiva Trutnov |
| Ředitel závodu |                |  | Hlavní rozhodčí |                          |  | Stavitelé tratí | Jan Prášil                             |
| Název mapy     | Čížkovy kameny |  | Web závodu      |                          |  | Výsledky závodu |                                        |

| Zkrácené výsledky             | Zkrácené výsledky       | Zkrácené výsledky            | Zkrácené výsledky       | Zkrácené výsledky       | Zkrácené výsledky | Zkrácené výsledky       | Zkrácené výsledky          | Zkrácené výsledky       | Zkrácené výsledky       |
| Pořadí                        | H21 – muži              | H21 – muži                   | H21 – muži              | H21 – muži              | Pořadí            | D21 – ženy              | D21 – ženy                 | D21 – ženy              | D21 – ženy              |
| ----------------------------- | ----------------------- | ---------------------------- | ----------------------- | ----------------------- | ----------------- | ----------------------- | -------------------------- | ----------------------- | ----------------------- |
| Zlatá medaile                 | Tomáš Prokeš            | USK Praha                    | 1:26:12                 |                         | Zlatá medaile     | Jana Cieslarová         | Slezská univerzita Ostrava | 1:03:09                 |                         |
| Stříbrná medaile              | Zdeněk Zuzánek          | OOB TJ Tatran Jablonec n. N. | 1:28:01                 | +1:49                   | Stříbrná medaile  | Marcela Kubatková       | Slezská univerzita Ostrava | 1:03:42                 | +0:33                   |
| Bronzová medaile              | Petr Vavrys             | OOB TJ Slovan Luhačovice     | 1:30:30                 | +4:18                   | Bronzová medaile  | Petra Novotná           | SKP Hradec Králové         | 1:08:07                 | +4:58                   |
| 4                             | Petr Kozák              | USK Praha                    | 1:32:21                 | +6:09                   | 4                 | Mária Honzová           | Slezská univerzita Ostrava | 1:08:57                 | +5:48                   |
| 5                             | Vít Pospíšil            | USK Praha                    | 1:32:42                 | +6:30                   | 5                 | Ada Kuchařová           | KOS TJ Tesla Brno          | 1:11:25                 | +8:16                   |
| 6                             | Zdeněk Zikmund          | Sportcentrum Jičín           | 1:33:56                 | +7:44                   | 6                 | Hana Lejsková           | SK OK 24 Praha             | 1:12:09                 | +9:00                   |
| 7                             | Libor Zřídkaveselý      | SK Žabovřesky Brno           | 1:34:39                 | +8:27                   | 7                 | Helena Matoušová        | Sportcentrum Jičín         | 1:13:04                 | +9:55                   |
| 8                             | Tomáš Podmolík          | SKOB Zlín                    | 1:35:12                 | +9:00                   | 8                 | Olga Jirsová            | USK Praha                  | 1:13:14                 | +10:05                  |
| 9                             | Martin Sadílek          | VSK VŠB TU Ostrava           | 1:35:56                 | +9:44                   | 9                 | Hana Doleželová         | Slezská univerzita Ostrava | 1:13:59                 | +10:50                  |
| 10                            | Tomáš Kovářík           | VTJ Bechyně                  | 1:36:16                 | +10:04                  | 10                | Věra Utinková           | TJ Stadion Nový Bor        | 1:18:53                 | +15:44                  |
| Pořadí                        | H20 – junioři           | H20 – junioři                | H20 – junioři           | H20 – junioři           | Pořadí            | D20 – juniorky          | D20 – juniorky             | D20 – juniorky          | D20 – juniorky          |
| Zlatá medaile                 | Václav Zakouřil         | SOK TJ Turnov                | 1:15:38                 |                         | Zlatá medaile     | Martina Horáčková       | USK Praha                  | 1:05:44                 |                         |
| Stříbrná medaile              | Pavel Horák             | USK Praha                    | 1:16:35                 | +0:57                   | Stříbrná medaile  | Marie Slováková         | OOB TJ Slovan Luhačovice   | 1:06:08                 | +0:24                   |
| Bronzová medaile              | Martin Štěpánek         | KOS TJ Tesla Brno            | 1:17:28                 | +1:50                   | Bronzová medaile  | Eva Švandová            | SK Žabovřesky Brno         | 1:07:37                 | +1:53                   |
| Pořadí                        | H18 – starší dorostenci | H18 – starší dorostenci      | H18 – starší dorostenci | H18 – starší dorostenci | Pořadí            | D18 – starší dorostenky | D18 – starší dorostenky    | D18 – starší dorostenky | D18 – starší dorostenky |
| Zlatá medaile                 | Jakub Janota            | KOS TJ Tesla Brno            | 1:08:12                 |                         | Zlatá medaile     | Kateřina Heczková       | TJ TŽ Třinec               | 58:01                   |                         |
| Stříbrná medaile              | Radek Milán             | KOS TJ Tesla Brno            | 1:10:50                 | +2:38                   | Stříbrná medaile  | Šárka Střítežská        | SK Žabovřesky Brno         | 58:31                   | +0:30                   |
| Bronzová medaile              | Eduard Štěrbák          | SK Žabovřesky Brno           | 1:11:13                 | +3:01                   | Bronzová medaile  | Kateřina Pracná         | SK Žabovřesky Brno         | 58:59                   | +0:58                   |
| Pořadí                        | H16 – mladší dorostenci | H16 – mladší dorostenci      | H16 – mladší dorostenci | H16 – mladší dorostenci | Pořadí            | D16 – mladší dorostenky | D16 – mladší dorostenky    | D16 – mladší dorostenky | D16 – mladší dorostenky |
| Zlatá medaile                 | Ivo Habán               | KOS TJ Tesla Brno            | 56:30                   |                         | Zlatá medaile     | Renata Havrdová         | Sportcentrum Jičín         | 49:13                   |                         |
| Stříbrná medaile              | Jan Skřička             | KOS TJ Tesla Brno            | 58:09                   | +1:39                   | Stříbrná medaile  | Regina Kičerková        | TJ TŽ Třinec               | 49:16                   | +0:03                   |
| Bronzová medaile              | Michal Horáček          | Slavia Liberec orienteering  | 58:48                   | +2:18                   | Bronzová medaile  | Eva Juřeníková          | SKOB Ostrava               |                         |                         |
| << předchozí • následující >> |                         |                              |                         |                         |                   |                         |                            |                         |                         |

Souhrnné informace naleznete v článku Mistrovství České republiky v orientačním běhu na klasické trati.

## Mistrovství ČR štafet
| Datum závodu   | 26. 9. 1993 |  | Místo konání    | Trutnov • aréna |  | Pořadatel       | Sportcentrum Jičín+ Lokomotiva Trutnov |
| Ředitel závodu |             |  | Hlavní rozhodčí |                 |  | Stavitelé tratí | Ladislav Hrubý, Petr Kraus             |
| Název mapy     | Na Bojišti  |  | Web závodu      |                 |  | Výsledky závodu |                                        |

| Zkrácené výsledky             | Zkrácené výsledky                                      | Zkrácené výsledky | Zkrácené výsledky | Zkrácené výsledky | Zkrácené výsledky                                                          | Zkrácené výsledky | Zkrácené výsledky | Zkrácené výsledky | Zkrácené výsledky |
| Pořadí                        | H21 – muži                                             | H21 – muži        | H21 – muži        | Pořadí            | D21 – ženy                                                                 | D21 – ženy        | D21 – ženy        |                   |                   |
| ----------------------------- | ------------------------------------------------------ | ----------------- | ----------------- | ----------------- | -------------------------------------------------------------------------- | ----------------- | ----------------- | ----------------- | ----------------- |
| Zlatá medaile                 | USK Praha Tomáš Prokeš Pavel Horák Petr Kozák          | 2:39:56           |                   | Zlatá medaile     | Slezská univerzita Ostrava Marcela Kubatková Mária Honzová Jana Cieslarová | 2:07:19           |                   |                   |                   |
| Stříbrná medaile              | SKOB Zlín Evžen Pekárek Jan Šidla Tomáš Podmolík       | 2:41:52           | +1:56             | Stříbrná medaile  | USK Praha Olga Jirsová Kristýna Šimůnková Šárka Valášková                  | 2:24:37           | +17:18            |                   |                   |
| Bronzová medaile              | USK Praha Vít Pospíšil Martin Škvor Tomáš Doležal      | 2:42:38           | +2:42             | Bronzová medaile  | USK Praha Erika Pařízková Silvie Košková Markéta Novotná                   | 2:31:45           | +24:26            |                   |                   |
| 4                             | VSK Mendelu Brno Tomáš Honzík Luděk Valík Rudolf Ropek | 2:44:07           | +4:11             | 4                 | KOS TJ Tesla Brno Veronika Slámová Lenka Čechová Ada Kuchařová             | 2:33:53           | +26:34            |                   |                   |
| 5                             | USK Praha Kamil Arnošt Marek Zrostlík Petr Bořánek     | 2:44:24           | +4:28             | 5                 | SK OK 24 Praha Eva Semíková Zuzana Henychová Hana Lejsková                 | 2:37:35           | +30:16            |                   |                   |
| Pořadí                        | H18 – dorostenci                                       | H18 – dorostenci  | H18 – dorostenci  | Pořadí            | D18 – dorostenky                                                           | D18 – dorostenky  | D18 – dorostenky  |                   |                   |
| Zlatá medaile                 | SK Praga Michal Matějů Ondřej Pokorný Luboš Matějů     | 2:25:01           |                   | Zlatá medaile     | SK Žabovřesky Brno Šárka Střítežská Kateřina Cejpková Kateřina Pracná      | 1:48:02           |                   |                   |                   |
| Stříbrná medaile              | SKOB Zlín Martin Blažek Martin Šenkýř Ondřej Hájek     | 2:26:50           | +1:49             | Stříbrná medaile  | SKP Hradec Králové Hloušková Iva Navrátilová Hana Ryglová                  | 1:50:22           | +2:20             |                   |                   |
| Bronzová medaile              | KOS TJ Tesla Brno Ivo Habán Pavel Milán Jakub Janota   | 2:27:14           | +2:13             | Bronzová medaile  | OK Jilemnice Barbora Chudíková Petra Borůvková Věra Lukešová               | 1:50:41           | +2:39             |                   |                   |
| << předchozí • následující >> |                                                        |                   |                   |                   |                                                                            |                   |                   |                   |                   |

Souhrnné informace naleznete v článku Mistrovství České republiky v orientačním běhu štafet.

## Mistrovství ČR v nočním OB
| Datum závodu   | 16. 10. 1993 |  | Místo konání    | Míčov • aréna |  | Pořadatel       | OK Lokomotiva Pardubice |
| Ředitel závodu |              |  | Hlavní rozhodčí |               |  | Stavitelé tratí | Josef Málek             |
| Název mapy     | Konopáč      |  | Web závodu      |               |  | Výsledky závodu |                         |

| Zkrácené výsledky | Zkrácené výsledky       | Zkrácené výsledky               | Zkrácené výsledky       | Zkrácené výsledky       | Zkrácené výsledky | Zkrácené výsledky       | Zkrácené výsledky                    | Zkrácené výsledky       | Zkrácené výsledky       |
| Pořadí            | H21 – muži              | H21 – muži                      | H21 – muži              | H21 – muži              | Pořadí            | D21 – ženy              | D21 – ženy                           | D21 – ženy              | D21 – ženy              |
| ----------------- | ----------------------- | ------------------------------- | ----------------------- | ----------------------- | ----------------- | ----------------------- | ------------------------------------ | ----------------------- | ----------------------- |
| Zlatá medaile     | Petr Utinek             | OK Jiskra Nový Bor              | 1:10:13                 |                         | Zlatá medaile     | Šárka Valášková         | USK Praha                            | 50:48                   |                         |
| Stříbrná medaile  | Luboš Semík             | SK OK 24 Praha                  | 1:11:17                 | +1:04                   | Stříbrná medaile  | Kristýna Šimůnková      | USK Praha                            | 55:41                   | +4:53                   |
| Bronzová medaile  | Petr Bořánek            | USK Praha                       | 1:14:17                 | +4:04                   | Bronzová medaile  | Marie Nováková          | SK OK 24 Praha                       | 1:04:15                 | +13:27                  |
| 4                 | Jan Semík               | USK Praha                       | 1:15:01                 | +4:48                   | 4                 | Lucie Pazderová         | VŠTJ Ekonom Praha                    | 1:07:43                 | +16:55                  |
| 5                 | Petr Henych             | SK OK 24 Praha                  | 1:15:47                 | +5:34                   |                   |                         |                                      |                         |                         |
| 6                 | Petr Valášek            | USK Praha                       | 1:15:53                 | +5:40                   |                   |                         |                                      |                         |                         |
| 7                 | Jiří Beránek            | OK Jiskra Nový Bor              | 1:20:53                 | +10:40                  |                   |                         |                                      |                         |                         |
| 8                 | Jan Svoboda             | OK Jiskra Nový Bor              | 1:22:44                 | +12:31                  |                   |                         |                                      |                         |                         |
| 9                 | Lubomír Kelnar          | TJ Aero Odolena Voda            | 1:25:39                 | +15:26                  |                   |                         |                                      |                         |                         |
| 10                | Libor Kadaník           | SKP Hradec Králové              | 1:27:08                 | +16:55                  |                   |                         |                                      |                         |                         |
| Pořadí            | H20 – junioři           | H20 – junioři                   | H20 – junioři           | H20 – junioři           | Pořadí            | D20 – juniorky          | D20 – juniorky                       | D20 – juniorky          | D20 – juniorky          |
| Zlatá medaile     | Václav Zakouřil         | SOK TJ Turnov                   | 52:05                   |                         | Zlatá medaile     | Eva Švandová            | SK Žabovřesky Brno                   | 49:08                   |                         |
| Stříbrná medaile  | Jan Kučera              | USK Praha                       | 55:44                   | +3:39                   | Stříbrná medaile  | Helena Novotná          | OOS TJ Spartak Vrchlabí              | 1:00:22                 | +11:14                  |
| Bronzová medaile  | Marek Prášil            | OK Jihlava                      | 55:52                   | +3:47                   | Bronzová medaile  | Nataša Přerovská        | SK Žabovřesky Brno                   | 1:03:20                 | +14:12                  |
| Pořadí            | H18 – starší dorostenci | H18 – starší dorostenci         | H18 – starší dorostenci | H18 – starší dorostenci | Pořadí            | D18 – starší dorostenky | D18 – starší dorostenky              | D18 – starší dorostenky | D18 – starší dorostenky |
| Zlatá medaile     | Tomáš Zakouřil          | SOK TJ Turnov                   | 45:58                   |                         | Zlatá medaile     | Iva Navrátilová         | SKP Hradec Králové                   | 37:55                   |                         |
| Stříbrná medaile  | Jiří Vondra             | VSK ČVUT Fakulta Stavební Praha | 51:59                   | +6:01                   | Stříbrná medaile  | Lenka Čechová           | KOS TJ Tesla Brno                    | 40:26                   | +2:31                   |
| Bronzová medaile  | Luboš Matějů            | SK Praga                        | 55:24                   | +9:26                   | Bronzová medaile  | Hana Ryglová            | SKP Hradec Králové                   | 44:27                   | +6:32                   |
| Pořadí            | H16 – mladší dorostenci | H16 – mladší dorostenci         | H16 – mladší dorostenci | H16 – mladší dorostenci | Pořadí            | D16 – mladší dorostenky | D16 – mladší dorostenky              | D16 – mladší dorostenky | D16 – mladší dorostenky |
| Zlatá medaile     | Michal Matějů           | SK Praga                        | 48:30                   |                         | Zlatá medaile     | Alena Tomečková         | Sportovní klub ve Vrbně pod Pradědem | 31:34                   |                         |
| Stříbrná medaile  | Libor Kříž              | OK Lokomotiva Pardubice         | 53:25                   | +4:55                   | Stříbrná medaile  | Věra Lukešová           | OK Jilemnice                         | 35:12                   | +3:38                   |
| Bronzová medaile  | Milan Šrůta             | OK Jiskra Nový Bor              | 54:34                   | +6:04                   | Bronzová medaile  | Petra Borůvková         | OK Jilemnice                         |                         |                         |
| následující >>    |                         |                                 |                         |                         |                   |                         |                                      |                         |                         |

Souhrnné informace naleznete v článku Mistrovství České republiky v nočním orientačním běhu.